# Щось та віддаси
«Щось та віддаси» або «Любов за правилами і без» (англ. Something’s gotta give) — американська романтична комедія Ненсі Джейн Маєрс, що вийшла на екрани у 2003 році. Кінокартину не слід плутати з незавершеним фільмом зі схожою назвою (англ. Something's got to give), в якому знімалася Мерилін Монро.

## Сюжет
63-х літній функціонер музичної індустрії Гаррі Сенборн (Джек Ніколсон), невиправний бабій, який знайомиться з жінками не більше 30-ти років, має ніжні почуття до молоденької Марін (Аманда Піт). Коли під час уїк-енду він приїжджає з нею до прекрасного будинку її матері на березі моря, то раптом відчуває біль у грудях. Це серцевий напад і він змушений залишитися з господинею дому Ерікою Баррі (Даян Кітон), поки його стан покращиться. Еріка розведена і успішна авторка театральних п'єс. Цього разу Гаррі порушує свої звички і розпочинає роман з небагато молодшою від себе жінкою. Еріка теж закохується у Гаррі, але завзятий спокусник починає вагатися. Цим скористався 30-ти річний його лікар (Кіану Рівз), поклонник таланту Еріки, який своїм шармом і молодим віком почав завойовувати Еріку. Вперше у своєму житті, Гаррі не має ніякого контролю над ходом своєї любовної історії.

## У ролях
| Актор              | Роль            |
| ------------------ | --------------- |
| Джек Ніколсон      | Гаррі Санборн   |
| Даян Кітон         | Еріка Баррі     |
| Кіану Рівз         | Джуліан Мерсер  |
| Френсіс Макдорманд | Зої             |
| Аманда Піт         | Марін           |
| Джон Фавро         | Лео             |
| Пол Майкл Глейзер  | Дейв            |
| Рейчел Тікотін     | доктор Мартінес |
| Ті-Джей Тайн       | офіціант        |
| КаДі Стрікленд     | Крістен         |

## Нагороди
- Золотий глобус (Golden Globes), в номінації найкраща актриса ігрового кіно (Даян Кітон)
- Satellite Awards, в номінації найкраще виконання в ігровому кіно (Даян Кітон)